# 夜空

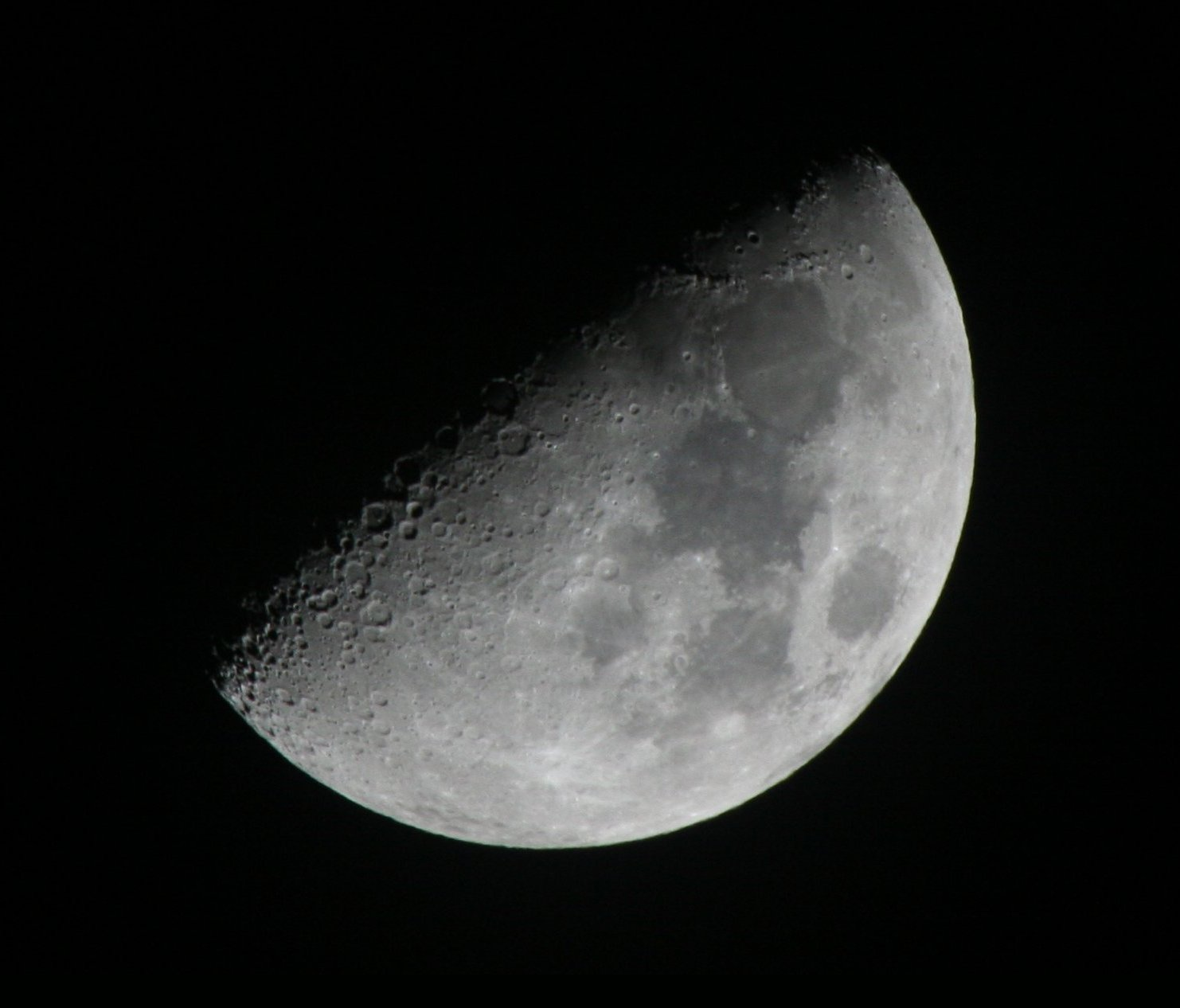
月球是夜空中最常見到的天體。

夜空通常是用來形容在夜晚看見的天空的一個專用術語。這個名詞常與天文學中的天體，像是恆星、銀河星系和行星，這些在日沒之後就能在夜晚晴朗的天空中看見的天體聯結在一起。
夜空和對它的研究，從古至今都是歷史和文化的一部分。在過去，例如，農民就以夜空的狀態當日曆，來決定植物種植的時間。許多文化也將天空中的星座和亮星圖繪與神、神話和傳說等聯結在一起。
占星術在古代的發展相信通常是基於天體對地球上事物的影響和所傳遞的訊息。對夜空和天體的科學性研究和觀察，同時也使天文學成為一門科學。
夜空中天體的可見性受到光汙染的影響。在歷史上，夜空中的月球會增加環境的照明而妨礙天文觀測。然而，隨著人工光源增加所造成的光汙染，已使得觀察天空的問題日趨嚴重。特殊的濾色片和對燈具的改善有助於舒緩這方面的問題，但是無論對專業或業餘的光學天文學家，最好的觀測地點還是位於遠離城市的地區。

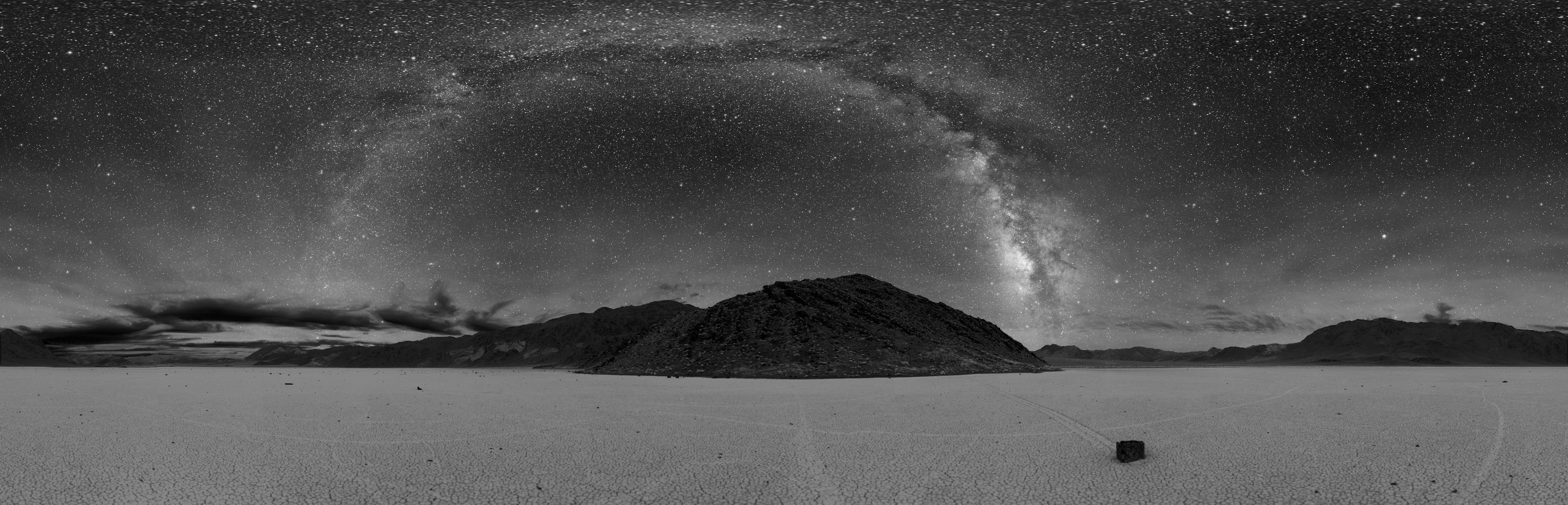
這張 全景相片視在死亡谷拍攝的，在能見度良好的條件下，可以看見銀河是一條劃過夜空的巨弧或條紋。

## 相關條目

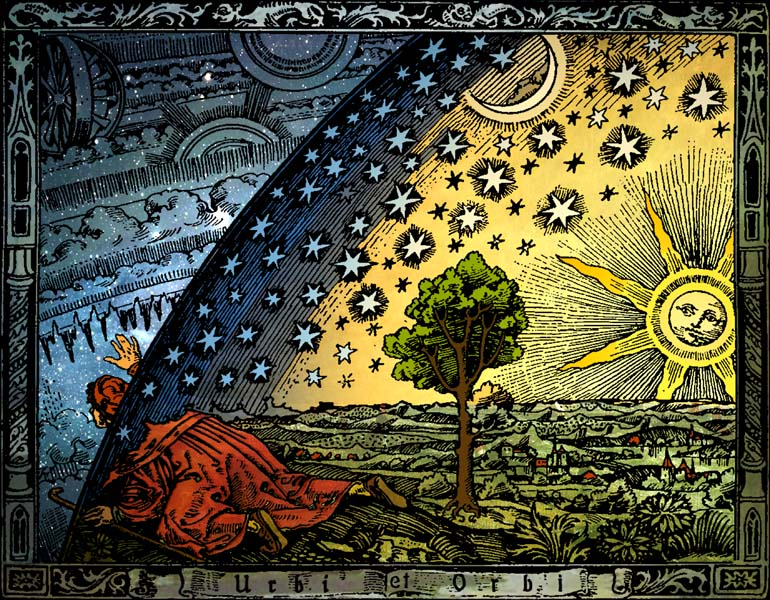
19世紀法國科普作家C.Flammarion书中的木刻插圖：旅行家以天球中探出头来，探索宇宙運行的機制。